# Smerteoverfølsom hørelse
Smerteoverfølsom hørelse er hørelse hvor audiometertest eller test med fx højtalermusik og lydtrykmåler viser unormalt lav føle-, smerte- eller ubehagsgrænse. I audiologisk fagsprog benævnt som lav UnComfortable Level eller UCL.
Smerteoverfølsom hørelse bør ikke forveksles med ondt i øret, som er en infektion.
Smerteoverfølsom hørelse forårsages formentlig af et udmattet indre øre. Den hører til de tilstande af dårligt fungerende indre øre, som neuropsykologien kalder APD eller CAPD: Auditory Perception Dysfunction eller Central Auditory Perception Dysfunction. I begge tilfælde er der tale om mangelfuld høreopfattelse.

## Klinisk erkendelse
I hørelsens taleområde, som kan siges at være området mellem fem hundrede og fire tusinde lydsvingninger i sekundet, bør en normal audiometertestet hørelse ideelt set spænde over tretten sektioner à 10 dB: fra en høretærskel på 0 (nul) dB til en belastbarhedsgrænse der ligger over 120 dB testet på audiometer og mellem 130- og 140 dB i såkaldt frit felt: med utildækkede ydre ører.
Området mellem på den ene side høretærsklen, som er den lyd som hørelsen netop kan opfatte, og på den anden side det lydtryk hvor den samme lyd begynder at genere hørelsen eller gøre ondt, kaldes for Høretolerancen. Den kaldes også Hørelsens Dynamik eller høredynamikken.
Ved smerteoverfølsom hørelse er hørelsens dynamik mere eller mindre nedsat. Hos børn og unge med bogligt handicap eller med de tilstande som læger betegner som ADHD, DAMP, MBD, Tourettes syndrom, Aspergers syndrom og autistlignende tilstande vil hørelsens maksimale belastbarhed og dermed dens dynamik oftest være nedsat med fyrre eller tres dB svarende til en nedsættelse af den praktisk brugbare hørelse med en faktor på hundrede eller på tusinde gange. Høredynamikken kan imidlertid være betydeligt mere nedsat. Hos nogle bogligt handicappede resterer kun ti tyve eller tredive dB ved test af høredynamikken. Hos et tilsyneladende stadig større antal af mennesker med de oven nævnte tilstande findes - efter Kaare p Johannesens kliniske erfaringer på den tidligere Klinik for Hyperacusi i Hellerup - slet ingen forskel mellem lydstyrken på den audiometertone der netop kan høreopfattes på den ene side og den lydstyrke hvor den samme audiometertone generer eller gør fysisk ondt (i trommehinden).
Smerteoverfølsom hørelse er efter Kaares kliniske erfaringer en forvrængning af den samlede sanseopfattelse, som kan give anledning til en tilsvarende forvræng af den ydre adfærd. Forvrængninger som kan vise sig som de oven nævnte tilstande og diagnoser.
Uden måleinstrumenter kan smerteoverfølsom hørelse erkendes med nogen sikkerhed ved at den der skal undersøges er på vagt over for, om der vil komme uventet, kraftig lyd; når han eller hun er tilbøjelig til at besvare spørgsmål med "hvad?" når han eller hun dækker ørerne til ved lyd, der ikke generer andre; når han eller hun taler utydeligt; når han eller hun foretrækker at være uden døre og når han eller hun ikke kan opholde sig inde uden at der spiller musik eller fx tv-apparatet kører.

## Virkning
Ved smerteoverfølsom hørelse bliver fx tale sendt til områder i centralnervesystemet, som har med sanseopfattelse af følelse og af smerte at gøre. Centre som ikke umiddelbart kan opfatte tale. Enhver nedsættelse af hørelsens smertetærskel eller belastbarned og dermed af høredynamikken vil på den måde give anledning til forvrængning af høreopfattelsen.
Den smerteoverfølsomt hørende må dels prøve at genkalde sig lydbilledet ved hjælp af hørelsens korttidshukommelse, dels støtte sig til mundaflæsning. Herefter må den smerteoverfølsomt hørende forsøge at tænke sig til hvad fx en lærer kan have sagt. Denne form for høreopfattelse med forstanden giver et meget ufuldstændigt indtryk af den oprindelige ordlyd. Blandt andet vil detaljer som endelser meget ofte gå tabt. Smerteoverfølsomt hørende vil ofte tale noget utydeligt, ligesom de kan have meget svært ved at skrive korrekte endelser. Deres hørelse er – efter klinisk erfaring – i reglen for langsom til at opfatte mere end to stavelser i et ord.
Dertil kommer at den smerteoverfølsomme hørelse spejler et indre øre hvis funktioner i det hele taget er ufuldstændige. Ligevægtsorganet vil i reglen fungere lige så mangelfuldt, som høreorganet gør. Noget som påvirker både kropsbalance og legemlige færdigheder som fx læsning og skrivning.

## Udbredelse
Klinisk erfaring på den tidligere Klinik for Hyperacusi i Hellerup viser, at formentlig halvfems procent af de elever, som skolen mener har bogligt handicap, lider af smerteoverfølsom hørelse. Dertil kommer som før nævnt at smerteoverfølsom hørelse er en væsentlig del af det samlede kliniske billede hos mennesker med de diagnoser, som læger betegner som ADHD, DAMP, MBD, Tourettes syndrom, Aspergers syndrom og autistlignende tilstande.
Smerteoverfølsom hørelse er i øvrigt vidt udbredt i befolkningen og giver anledning til klager som hovedpine, tvangstanker, søvnforstyrrelser, depression og andre gener.

## Afhjælpning
Tilstanden kan i reglen kureres eller bedres betydeligt ved passiv optræning af det indre øre med fx Volf Acoustic Record's eller andre lydbehandlinger; helst i forbindelse med udvendig terapi hos fx kiropraktor eller osteopat.